# 冠萼线柱苣苔
冠萼线柱苣苔（学名：Rhynchotechum formosanum），又名台湾线柱苣苔、蓬莱同蕊草，为苦苣苔科线柱苣苔属的一种植物。

## 扩展阅读
- 維基物種上的相關：冠萼线柱苣苔